# إدارة الاستثمار

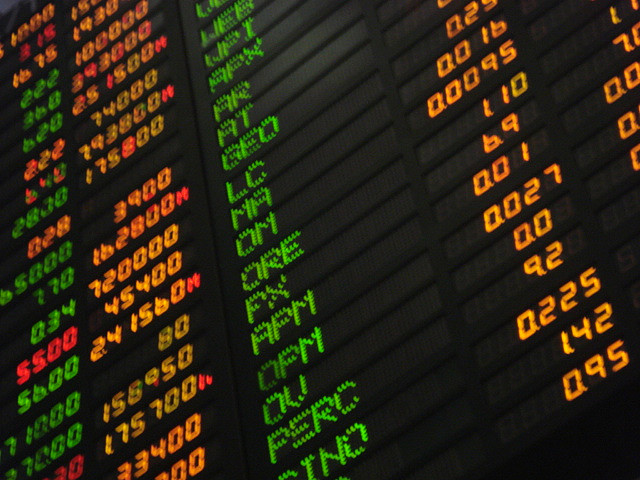

إدارة الاستثمار (أو الإدارة المالية)، هي الإدارة المهنية للأصول في مختلف الأوراق المالية (الأسهم، والسندات، والأوراق المالية الأخرى)، وغيرها من الأصول (مثل العقارات)، من أجل تلبية الأهداف الاستثمارية المحددة، لصالح المستثمرين. قد يكون المستثمرون عبارة عن مؤسسات (شركات التأمين، وصناديق المعاشات التقاعدية، والشركات، والجمعيات الخيرية، والمؤسسات التعليمية، وأخرى) أو مستثمرين من القطاع الخاص (سواء مباشرة من خلال عقود الاستثمار، أو عبر مخططات الاستثمار الجماعية وهي أكثر شيوعا، مثل صناديق الاستثمار المشتركة، أو صناديق التبادل التجاري).
يُستخدم مصطلح «إدارة الأصول» غالبا، للإشارة إلى إدارة الاستثمارات لصناديق الاستثمار، بينما يشير مصطلح «إدارة الصناديق» الأكثر عمومية، إلى جميع أشكال الاستثمار المؤسسي، وكذلك إدارة الاستثمارات للمستثمرين من القطاع الخاص. قد يشير مدراء الاستثمار المتخصصون في الإدارة الاستشارية أو التقديرية، نيابة عن مستثمري القطاع الخاص (الأثرياء عادة)، إلى خدماتهم في كثير من الأحيان باعتبارها إدارة الأموال، أو إدارة الحافظات، في سياق «الأعمال المصرفية الخصوصية».
يشير مصطلح مدير الصندوق، أو استشاري الاستثمار في الولايات المتحدة، إلى كل من الشركة التي تقدم خدمات إدارة الاستثمار، والشخص الذي يوجه قرارات إدارة الصندوق.
بلغت الأصول المدارة باحتراف مقابل الرسوم أعلى مستوى لها على الإطلاق، في عام 2012 وكانت 62.4 تريليون دولار أمريكي، بعد أن ظلت بخط ثابت منذ عام 2007، وفقا لمجموعة بوسطن الاستشارية. وتوقعوا أن تصل أصول قطاع الصناعة، في إطار الإدارة، إلى 70.2 تريليون دولار أمريكي في نهاية عام 2013، وفقا لتقديرات تشرولي أسوسييت.

## مجال الصناعة
تشمل الأعمال الاستثمارية عدة جوانب، توظيف مديري الصناديق المحترفين، والأبحاث (الأصول الفردية، وفئات الأصول)، والتعامل، والتسوية، والتسويق، والمراجعة الداخلية للحسابات، وإعداد التقارير للعملاء. أكبر مديري الصناديق المالية، هم الشركات، التي تُظهر كل التعقيدات التي يتطلبها حجمها. وبعيدا عن الأشخاص الذين يجلبون الأموال (المسوقين)، والأشخاص الذين يوجهون الاستثمار (مديرو الصناديق)، يوجد طاقم مختص برصد مدى الامتثال (لضمان التوافق مع القيود التشريعية والتنظيمية)، ومراجعو حسابات داخليون من مختلف الأنواع (لفحص النظم الداخلية، والضوابط)، ووحدات التحكم المالية (لحساب أموال المؤسسات وتكاليفها)، وخبراء حاسوب، وموظفو «المكتب الخلفي» (لتتبع وتسجيل المعاملات، وتقييمات الأموال لما يصل إلى الآلاف من العملاء لكل مؤسسة).

### المشاكل الرئيسية لإدارة مثل هذه الأعمال
تتضمن المشاكل الرئيسية:
- ترتبط الإيرادات بشكل مباشر بتقييمات السوق، لذا يمكن أن يسبب الانخفاض الكبير في أسعار الأصول، بهبوط حاد في الإيرادات المتعلقة بالتكاليف.
- من الصعب الحفاظ على أداء الصندوق فوق المتوسط، وقد لا يتحلى العملاء بالصبر خلال أوقات الأداء الضعيف.
- إن أجور مديري الصناديق الناجحين مرتفعة، ويمكن أن يطاردهم المتنافسون.
- يبدو أن أداء الصندوق فوق المتوسط يعتمد على المهارات الفريدة لمدير الصندوق، ويكره العملاء مع ذلك، الرهان باستثماراتهم على قدرة عدد قليل من الأفراد، فهم يفضلون رؤية نجاح على مستوى الشركة، يُعزى إلى فلسفة واحدة ونظام داخلي.
- يصبح المحللون الذين يحققون عوائد أعلى من المتوسط غالبا أثرياء بما يكفي، ليتجنبوا توظيف الشركات لصالح إدارة مصالحهم الشخصية.

### تمثيل مالكي الأسهم
تتحكم المؤسسات في كثير من الأحيان، بحيازة أسهم ضخمة. ويتصرفون في معظم الحالات، كوكلاء ائتمانيين وليس كمدراء (مالكين مباشرين). يتمتع أصحاب الأسهم من الناحية النظرية بسلطة كبيرة لتغيير الشركات من خلال حقوق التصويت التي تحملها الأسهم، والقدرة المترتبة على ذلك للضغط على الإدارات، وإذا لزم الأمر يتفوقون عليها في الاجتماعات السنوية وغيرها.
لا يمارس مالكو الأسهم النهائيون –في الممارسة الفعلية- السلطة التي يمتلكونها جماعيا (لأن المالكين كُثر، ولكل منهم ممتلكات صغيرة)، لكن تمارسها المؤسسات المالية (كوكلاء)، في بعض الأحيان. هناك اعتقاد عام أن حملة الأسهم - وفي هذه الحالة، تعمل المؤسسات كوكلاء – بإمكانهم ومن واجبهم، ممارسة تأثير أكثر نشاطا على الشركات التي يحملون الأسهم فيها (على سبيل المثال، لإخضاع المدراء للمحاسبة، أو ضمان فعالية عمل مجلس الإدارة). سيضيف هذا الإجراء مجموعة ضغط إلى أولئك (الهيئات التنظيمية ومجلس الإدارة) المشرفين على الإدارة.
هناك مشكلة في كيفية ممارسة المؤسسة لهذه السلطة. أحد الطرق هو أن تقرر المؤسسة، والآخر هو أن تستفتي المؤسسة المستفيدين من خدماتها. على افتراض أن المؤسسة قامت بالاستفتاء، هل يجب عليها بعد ذلك: (1) التصويت بالكامل على النحو الذي وجهته غالبية الأصوات المدلى بها؟ (2) تقسيم الأصوات (إذ يسمح بذلك) وفقا لنسب التصويت؟ (3) أو احترام الممتنعين والتصويت فقط على ممتلكات المستجيبين؟
قد تساهم إشارات الأسعار التي يولدها كبار المدراء النشطين، الذين يحتفظون أو لا يحتفظون بالسهم، في تغيير الإدارة. على سبيل المثال، هذا هو الحال عندما يبيع مدير نشط كبير، مركزه في شركة، ما يؤدي (ربما) إلى انخفاض في سعر السهم، ولكن الأهم من ذلك هو فقدان ثقة الأسواق في إدارة الشركة، ما يسرع التغييرات في فريق الإدارة.
كانت بعض المؤسسات مسموعة ونشطة بشكل أكبر، في متابعة مثل هذه الأمور، وتعتقد بعض الشركات على سبيل المثال، أن هناك مزايا استثمارية لتراكم أقلية كبيرة من حيازة الأسهم (أي 10٪ أو أكثر)، وللضغط على الإدارة، لتنفيذ تغييرات كبيرة في الأعمال التجارية. وفي بعض الحالات، تعمل المؤسسات ذات الملكيات الصغيرة، معا لفرض تغيير الإدارة.
قد يكون الضغط المستمر، الذي تمارسه المؤسسات الكبيرة على فرق الإدارة، من خلال الخطاب المقنع والعلاقات العامة، أكثر تواترا. وإن بعض أكبر مديري الاستثمار من ناحية أخرى –مثل بلاك روك وفانغارد- يناصرون ببساطة امتلاك كل شركة، والتقليل من حافز التأثير على فرق الإدارة. كان أحد أسباب هذه الاستراتيجية الأخيرة، هو أن مدير الاستثمار يفضل علاقة أوثق، وأكثر انفتاحا وصدقا، مع فريق إدارة الشركة، بدلا من وجودها إذا مارسوا السيطرة، والسماح لهم باتخاذ قرار استثماري أفضل.
إن السياق الوطني الذي يُحدد فيه، اعتبارات تمثيل حملة الأسهم، متغير وهام. الولايات المتحدة الأمريكية عبارة عن مجتمع يتعامل بالتقاضي، ويستخدم حملة الأسهم، القانون كوسيلة للضغط على فرق الإدارة. من المعتاد في اليابان، أن يكون حملة الأسهم، منخفضين في «نظام التسلسل الاجتماعي»، والذي يسمح غالبا للإدارة والتشغيل، بتجاهل حقوق المالكين النهائيين. في حين تخدم، الشركات الأمريكية عموما، حملة الأسهم، تبدي الشركات اليابانية عموما، عقلية أصحاب المصلحة، والتي تسعى فيها إلى الإجماع بين جميع الأطراف المهتمة (في ظل خلفية من نقابات عمالية قوية وتشريعات عمل).